# واين سوان
واين سوان (بالإنجليزية: Wayne Swan)‏ هو سياسي أسترالي، ولد في 30 يونيو 1954 في أستراليا. حزبياً، نشط في حزب العمال الأسترالي.

## مناصب
- انتخب عضو مجلس النواب الأسترالي عن دائرة Division of Lilley [الإنجليزية]‏ (3 أكتوبر 1998 – ).
- انتخب عضو مجلس النواب الأسترالي عن دائرة Division of Lilley [الإنجليزية]‏ (13 مارس 1993 – 2 مارس 1996).
- انتخب Manager of Opposition Business in the House (Australia) [الإنجليزية]‏ (25 نوفمبر 2001 – 16 يونيو 2003).
- انتخب Minister for Finance (Australia) [الإنجليزية]‏ (3 سبتمبر 2010 – 14 سبتمبر 2010).
- انتخب أمين صندوق أستراليا [الإنجليزية]‏ (3 ديسمبر 2007 – 27 يونيو 2013).
- انتخب نائب رئيس وزراء أستراليا [الإنجليزية]‏ (24 يونيو 2010 – 27 يونيو 2013).

## وصلات خارجية
- الموقع الرسمي